# Lokis (film)
Lokis (în poloneză Lokis. Rękopis profesora Wittembacha, cu sensul de Lokis (Ursul). Un manuscris al profesorului Wittembach) este un film polonez din 1970 de fantezie și de groază scris și regizat de Janusz Majewski. Filmul se bazează pe romanul de groază cu același nume din 1869 al scriitorului francez Prosper Mérimée. Cuvântul „Lokis” este o scriere greșită a lui Mérimée a cuvântului lituanian lokys care înseamnă „urs”.

## Intrigă
În Lituania secolului al XIX-lea, pastorul și folcloristul Wittembach este invitat să stea în domiciliul unui tânăr nobil numit contele Michał Szemiot. Ajuns la conac, i se spune că mama lui Szemiot a înnebunit în tinerețe după un atac aparent al unui urs, iar acum este sechestrată pe moșie.  
Medicul Froeber, care o tratează pe contesa tulburată cu remedii de modă veche, dezvăluie că sătenii de pe moșie susțin că Michał este probabil fiul ursului care a atacat-o pe mama sa cu mulți ani în urmă. Michał începe curând să arate un comportament asemănător animalelor, care se înrăutățește odată cu trecerea timpului.  
În cele din urmă, Michał / Lokis complet dezgolit își ucide brutal mireasa, smulgându-i gâtul cu dinții înainte de a dispărea în pădure, pentru a nu mai fi niciodată văzut. 

## Distribuție
- Józef Duriasz⁠(pl)[traduceți] – contele Michał Szemiot
- Edmund Fetting – pastorul Wittembach
- Gustaw Lutkiewicz – medicul Froeber
- Małgorzata Braunek – Julia Dowgiałło
- Zofia Mrozowska – contesa Szemiot, mama lui Michał
- Hanna Stankówna – guvernanta Pamela Leemon

## Producție
Lokis  a fost scris și regizat de Janusz Majewski. Filmul însuși se bazează pe romanul din 1869 cu aceluiași nume al scriitorului francez Prosper Mérimée.

## Recepție

### Modernă
Stephen Thrower pe site-ul Movies and Mania a lăudat atmosfera, personajele, cinematografia și materialele vizuale ale filmului. Cu toate acestea, Thrower a criticat reținerea generală a filmului în ceea ce privește aspectele de groază din povestea originală a lui Mérimée.
Adam Groves de la Fright.com a realizat o critică similară a acestui film, numindu-l „o lucrare bine făcută, deși oarecum monotonă, de groază de atmosferă”.
Dave Sindelar de la Fantastic Movie Musings and Ramblings a oferit filmului o recenzie în general pozitivă, comparându-l favorabil cu lucrările lui Val Lewton, în timp ce a remarcat durata dar și ritmul lent al filmului.

### Premii
În 1971, pentru acest film, Majewski a primit premiul pentru „cel mai bun regizor de lung metraj ex-aequo” la cel de-al 14-lea festival internațional de filme fantastice și de groază din Sitges, Spania precum și premii poloneze cinematografice.   

## Vezi și
- Listă de filme de groază din 1970